# RV Nautilus
De Roeivereeniging Nautilus is een van de vier roeiverenigingen uit de stad Rotterdam in de Nederlandse provincie Zuid-Holland. De vereniging roeit op de Rotte en op de Nieuwe Maas. Zij is op 1 januari 1886 opgericht en behoort daarmee tot de oudste roeiverenigingen van Nederland. Zij is tevens de op één na oudste roeivereniging van Rotterdam, na de KR&ZV De Maas.

## Ontstaan

### Oude Plantage
In de jaren 1884/1885 groeide bij 10 Rotterdamse jongens in de leeftijd van 15 tot 18 jaar het idee om een roeivereniging op te richten. Op 1 januari 1886 werden de statuten van Roeivereeniging “Nautilus” opgemaakt. Die datum is het beginpunt van de geschiedenis van Nautilus. In 1887 huurde de vereniging bij de botenbouwers Deichmann & Ritchie een deel van een houten loods op het Noordereiland. Bij deze firma werden tevens de eerste twee boten van de vereniging gebouwd. Het gebouw werd al snel te krap: in 1893 werd een drijvende loods van 18 x 6 meter aangekocht voor f 395,–. Deze loods werd eerst in het Boerengat en in 1894 in de Nieuwe Haven gelegd. Op deze plaats heeft de vereniging ruim 30 jaar doorgebracht, in het hart van de stad Rotterdam. Tot circa 1923 was het drijvende botenhuis gevestigd in het centrum van de stad, eerst in het Boerengat en vanaf 1894 in de Nieuwe Haven. In 1923 werd een vast botenhuis gebouwd aan de Oude Plantage dat werd ontworpen door het lid Herman van der Kloot Meijburg. Dit gebouw wordt tot op de dag van vandaag gebruikt door de vereniging. Zie het kopje 'gebouw' voor meer informatie.

### Rotte
De Rotte-afdeling dankt zijn bestaan aan één lid, de heer H.A. de Bij. De Bij betaalde bijna alles: de huur voor het gebouw, de verbouwingen, de boten, de botenbaas en het onderhoud. Alles mocht door de Nautilianen gebruikt worden. In 1927 werd er een nieuwe loods bijgebouwd en ontstond op die locatie de “binnenwater afdeling” van Nautilus. In 1969 werd een nieuwe Rotteloods (de derde) gebouwd op de plek van de oude loods. De loods werd op 30 mei 1970 geopend en is eind september 1996 gesloopt voor de bouw van alweer de vierde Nautilus-vestiging op deze plek sinds 1920. Het ontwerp van het huidige gebouw2023 werd verkregen door middel van een ontwerpwedstrijd.

## Jeugdafdeling
Nautilus staat bekend om haar actieve jeugdafdeling. De recreatieve jeugd is ieder seizoen op meerdere wedstrijden te vinden, zoals de Rotteroeicompetitie op de Rotte en de Dutch International Youth Regatta op de Bosbaan te Amstelveen. Ook is er een wedstrijdjeugdafdeling. Bovendien beschikt de vereniging over haar eigen jeugdbestuur.

## Coastal roeien
Sinds 2018 zet de roeibond in op het vergroten van de bekendheid van het coastal roeien. Toen begonnen zij met het Coastal klassement. Bij Nautilus proberen ze het voortouw te trekken bij de ontwikkeling van deze nieuwe vorm van roeien in Rotterdam. Zij beschikken immers over een locatie aan de Nieuwe Maas, een stromende rivier die hier geschikt voor is. Dit doen zij in samenspraak met de andere drie roeiverenigingen in Rotterdam in het Roeien in Rotterdam overleg, een overleg tussen de vier voorzitters van de Rotterdamse roeiverenigingen.

## Fifty-fit
Op de Rotte-locatie is er ook het Fifty-fit roeien. Dit is een initiatief van de vereniging dat zich focust op vijftigplussers. Zij roeien in wherry's. Dit type boten is elders in onbruik geraakt: enkel in Nederland wordt er nog actief in wherry's geroeid. 

## Gebouw
Nautilus heeft twee locaties: één op de Oude Plantage en één op de Rotte, Het is voor roeiverenigingen ongebruikelijk om meerdere locaties te hebben. 
Het gebouw op de Oude Plantage is een monumentaal pand in het stijl van het kubistisch expressionisme.  Het is dringend aan opknappen toe en de vereniging is al enkele jaren in overleg met de gemeente om dit te kunnen bewerkstelligen. Met de status als gemeentelijk monument komen namelijk beperkingen: zo mag er niet zomaar geklust worden aan het gebouw. Bovendien zijn de kosten tot renovatie geraamd op enkele miljoenen. Het gebouw heeft op de eerste verdieping over de volle breedte een groot terras, met uitzicht over het water en de stad. In de sociëteit worden verenigingsfeesten en activiteiten gehouden. 
Het gebouw op de Rotte staat er sinds 1996. Het is de vierde vestiging van de vereniging op deze locatie sinds 1920. Het gebouw beschikt over een bovenverdieping met glazen schuiframen en een balkon langs de hele lengte aan de zijde van het water.